# Usina Nuclear de Civaux

A Usina Nuclear de Civaux está localizada no município de Civaux (Vienne) na borda do Rio Vienne entre Confolens (60 km a montante) e de Chauvigny (14 km a jusante), e 44 km do sudeste de Poitiers.
Ela tem dois reatores nucleares operacionais que foram os precursores do European Pressurized Reactor, sendo o "estágio N4". Projetados para uma potência  de 1350 MWe por unidade, a capacidade de energia foi aperfeiçoada para 1360 MW em 2010. A Estação Civaux utiliza o ar ambiente e a água do Rio Vienne para o resfriamento.
Em 2014, 582 pessoas trabalhavam na fábrica, com 2,9% delas sendo mulheres.
As torres de resfriamento de Civaux tem 178 metros de altura, as mais altas dentre todas as usinas de energia nuclear operadas pela EDF.

## Eventos
- Em 12 de Maio de 1998 houve um vazamento em um tubo. A água vazou a uma taxa de 30 metros cúbicos por hora. Foi classificado como um evento INES de nível 2.
- Civaux foi um alvo proposto para os ataques terroristas para a Copa do Mundo de 1998; era previsto que terroristas do Grupo Islâmico Armado poderiam sequestrar um avião e lançá-lo contra a usina em 15 de junho de 1998. O plano do atentado foi frustrado com a prisão em massa dos conspiradores em 26 de Maio.

## Reatores
| Unidade  | Tipo | Potência para a rede | Potência Total | Início da construção | Acabamento da construção | Operação comercial | Descomissionamento |
| -------- | ---- | -------------------- | -------------- | -------------------- | ------------------------ | ------------------ | ------------------ |
| CIVAUX-1 | PWR  | 1495 MW              | 1561 MW        | 15/10/1988           | 24/12/1997               | 29/10/2002         | -                  |
| CIVAUX-2 | PWR  | 1495 MW              | 1561 MW        | 01/04/1991           | 24/12/1999               | 23/04/2002         | -                  |